# Ратафия

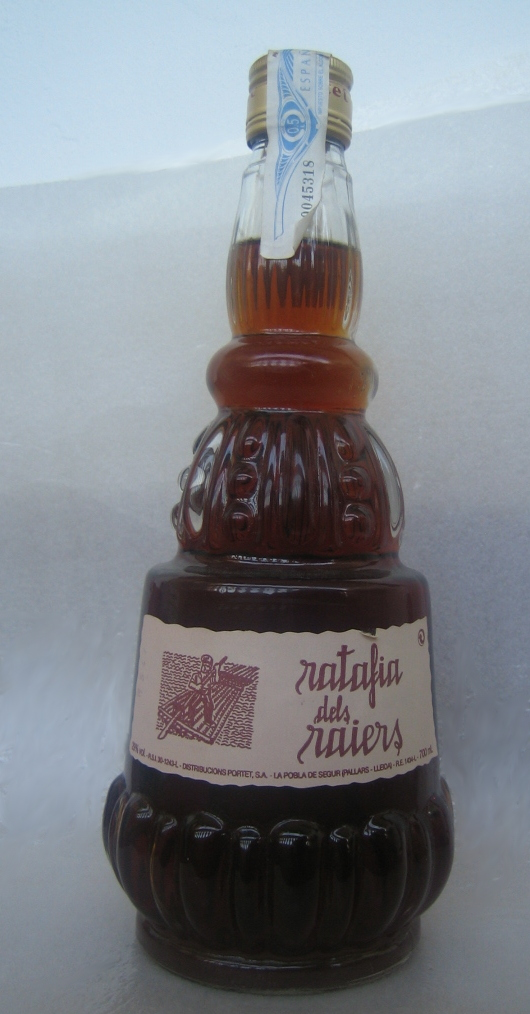
Бутылка ратафии испанского производства

Рата́фия (тафия; исп. Ratafía) — настойка испанского (каталонского) происхождения, получаемая настаиванием спелых плодов (часто ягод) на 90° спирте с прибавлением к настою сока и сахара. Иногда ошибочно определяется как наливка или ликёр. От ликёров отличается меньшим содержанием сахара и (как правило) большей крепостью, от наливок — тем, что для приготовления ратафии не просто настаивают спирт на плодах, но и добавляют к настою выжатый плодовый сок.
Название происходит от латинского Rata Fiat («это подписано») — фразы, которая используется в католических свадебных церемониях. По одной из легенд, изобретатель ратафии дал вину название после того, как пережил эпидемию чумы и смог отпраздновать свадьбу сына.
Сладкие или подслащённые водки на базе четверённого спирта получили распространение в странах Западной Европы в XVII—XVIII веках. Ратафии не только подслащивали, но и подкрашивали ягодными сиропами или иными растительными экстрактами. Пика популярности достигли в конце XVIII века. Высокая стоимость плодового сырья, большие затраты труда, необходимость мастеров высокой квалификации и особых материалов (карлука) привели к тому, что в продолжение XIX века наблюдалась замена ратафии на более простые в изготовлении настойки.